# Altenhof (Pottenstein)
Altenhof ist ein Gemeindeteil der Stadt Pottenstein im Landkreis Bayreuth (Oberfranken, Bayern). Altenhof liegt in der Gemarkung Elbersberg.

## Geografie
Die ehemalige Einöde, die eine Wüstung wurde, liegt etwa vier Kilometer südöstlich von Pottenstein. Das nahe Klumpertal mit der Mittelmühle ist eines der schönsten Täler der Fränkischen Schweiz. Altenhof wird als Jugendzeltplatz der Stadt Pottenstein genutzt.

## Geschichte
Der Ort wurde 1421 als „Altenhof“ erstmals urkundlich erwähnt. Ein Beleg von 1409 kann dem Ort nicht sicher zugeordnet werden.
Von Altenhof wird in einer Beschreibung des Hochstifts Bamberg von 1801 berichtet, dass es aus zwei Höfen, zwei mit Haus und Stadel bebauten Gütern und einer Mühle, der Mittelmühle bestand. Ursprünglich befand sich dort wohl nur ein einziges Anwesen, da mit der Nachsilbe -hof zusammengesetzte, verhältnismäßig junge Ortsnamen nur einen einzelnen Hof bezeichneten.
Mit dem Gemeindeedikt im frühen 19. Jahrhundert wurde Altenhof der Ruralgemeinde Elbersberg zugewiesen.
1959 wurde Altenhof an den bayerischen Staat verkauft, der zwei Jahre später dort die bis dahin in der Mittelmühle untergebrachte Forstaufsicht einrichtete. Am 1. Mai 1978 wurde Altenhof im Zuge der Gebietsreform in Bayern in die Stadt Pottenstein eingegliedert.